# ریچارد کارپنتر (بازیکن فوتبال)
ریچارد کارپنتر (انگلیسی: Richard Carpenter؛ زادهٔ ۳۰ سپتامبر ۱۹۷۲) بازیکن فوتبال اهل بریتانیا است.
از باشگاه‌هایی که در آن بازی کرده‌است می‌توان به باشگاه فوتبال فولام، باشگاه فوتبال گیلینگام، باشگاه فوتبال ولینگ یونایتد، باشگاه فوتبال برایتون اند هوو آلبیون، و باشگاه فوتبال کاردیف سیتی اشاره کرد.